# ماست و خیار
ماست و خیار یکی از مخلفات قدیمی ایرانی است که مواد اصلی آن ماست و خیار است.
برای تهیه ماست و خیار، خیار را به صورت نگینی خرد کرده و با ماست که می‌تواند ترکیبی از ماست ترش و ماست خامه ای باشد مخلوط می‌کنند. همچنین می‌توان پیاز و سیر خرد شده را نیز به آن اضافه کرد. برای معطر شدن ماست و خیار از نعناع خشک، آویشن و گل محمدی هم استفاده می‌شود. همچنین می‌توان نمک و فلفل را نیز به مقدار دلخواه به آن اضافه کرد.
در بعضی از مناطق ایران به ماست و خیار، گردو و کشمش هم اضافه می‌کنند.
برای تهیه ی ماست و خیار، خیار را نگینی خرد کنید و بعد یک حبه سیر را رنده کوچک بزنید، در مرحلهٔ آخر ماست را با نمک و نعنا ترکیب کرده و بعد خیار و سیر را به ترکیب ماست اضافه کنید و هم بزنید.
ماست و خیار یکی از خوشمزه‌ترین مخلفات ایرانی است که قدمت طولانی دارد و در کنار انواع چلو و خورش ها یا پلوها سرو می‌شود.